# Barretta

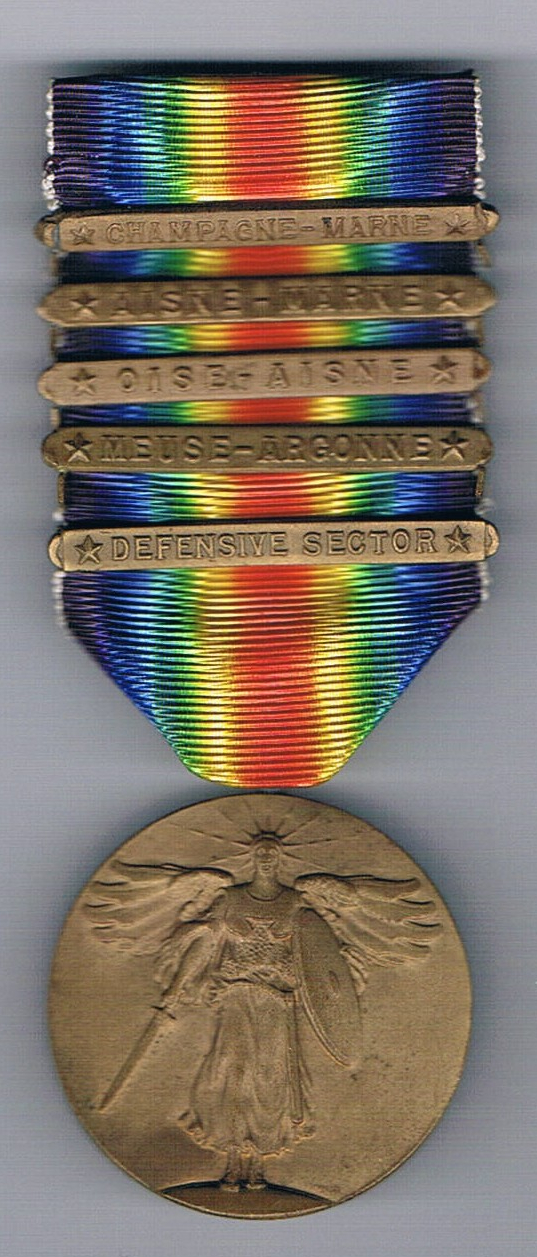
Una medaglia interalleata della vittoria statunitense, con cinque barrette

Nell'ambito della medaglistica, una barretta è una sottile barra di metallo attaccata al nastrino di una decorazione militare, di una decorazione civile o di un'altra medaglia.
La più comune è la barretta di campagna, che serve a completare il nastro e a identificare la campagna alla quale l'insignito ha preso parte e per la quale viene decorato. Più barrette sulla stessa medaglia indicano che il militare è stato insignito della medaglia per le azioni compiute in diversi scenari.